# 帕拉·索南杰波
帕拉·索南杰波（藏語：བསོད་ནམས་རྒྱལ་པོ་，威利转写：bsod nams rgyal po，？—1851年）藏族，西藏拉萨人，西藏贵族，噶厦噶伦。

## 生平
帕拉·索南杰波是帕拉家族成员。1828年，担任孜本的帕拉·索南结波到那曲迎接两位从北京来的清宣宗（道光帝）信使。1829年和1830年，在噶伦夏扎·顿珠多吉领导下，与近侍曲本堪布、准涅格桑其旺一起对卫、藏、塔工、绒等地部分宗谿的土地差赋开展清查，制定清册《铁虎清册》，其工作业绩获嘉奖。1831年藏历十一月二十八日，获清宣宗赏赐三品顶戴花翎。1835年接替去世的多仁为噶伦，在藏历三月十八日接到清宣宗的正式册封。1837年7月，他以特派员身份到康区处理波窝的战乱，因工作出色获奖二品顶戴花翎。1842年春，他负责阿里战争中的军需补给及运输，并负责看管多格拉和拉达克的俘虏，因办事卓有成效、有条不紊而获二品台吉头衔。大约在1843年或1844年，帕拉·索南结波离任退休。